# West Water Reservoir
Das West Water Reservoir ist ein Stausee in Schottland.

## Geographie
Der etwa einen Kilometer lange und maximal 440 m breite See liegt an der Nordwestgrenze der Council Area Scottish Borders an der Ostflanke der Pentland Hills. Rund drei Kilometer östlich befindet sich die Ortschaft West Linton. Mit dem King Seat im Norden, dem Catstone Hill im Westen sowie dem Mendick Hill im Südosten rahmen drei Hügel den Stausee ein.
Hauptzufluss ist der kurze Bergbach West Water, der zwischen King Seat und Catstone Hill entspringt. Den 36,8 Hektar bedeckenden See speisen jedoch noch weitere Bäche. Der abschließende Erddamm befindet sich an der Südostseite. Das abfließende West Water mündet bei West Linton in das Lyne Water.

## Geschichte
Die Bauarbeiten zur Stauung des West Water wurden 1969 abgeschlossen. Der See dient der Wasserversorgung in den Scottish Borders. Betreiber ist der Wasserversorger Scottish Water.

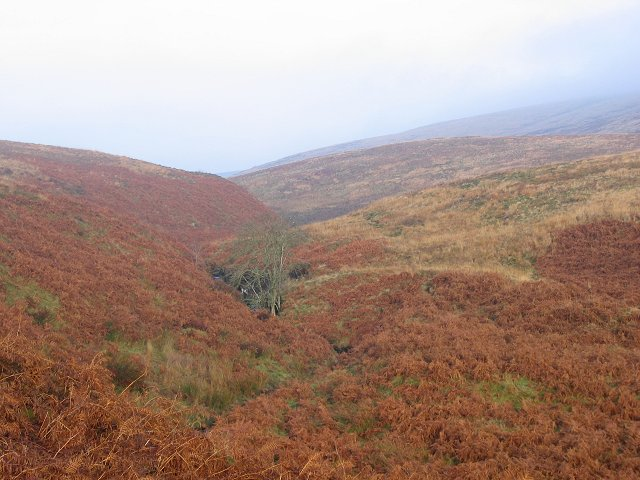
Oberlauf des West Water
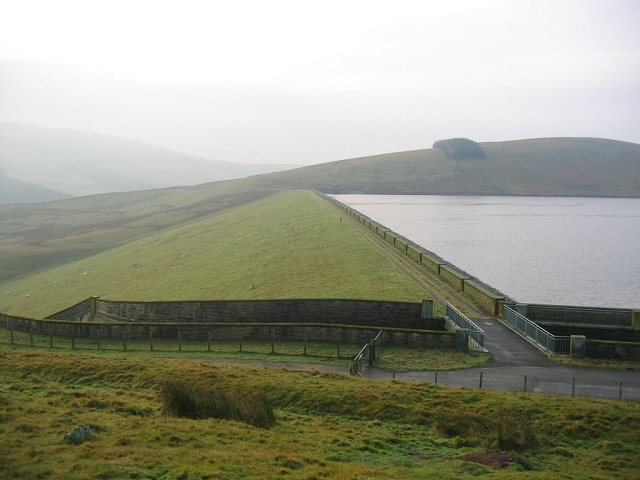
Abschließender Erddamm
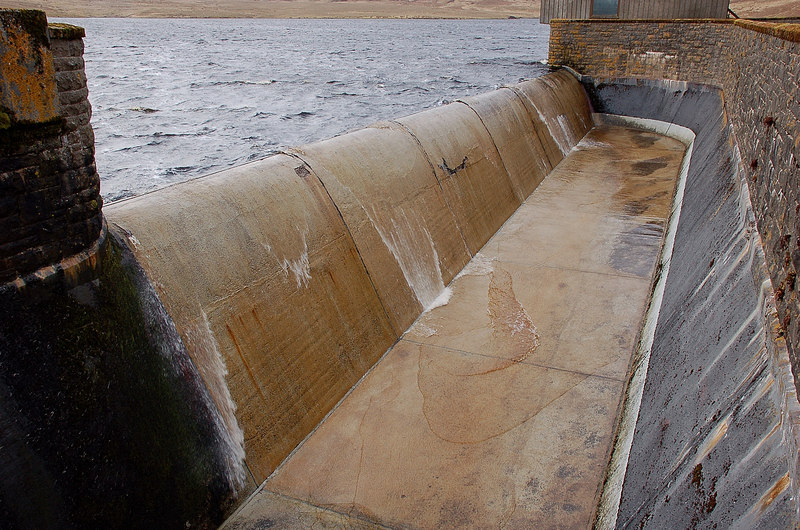
Abfluss aus dem West Water Reservoir